# Eleni Sikelianos
Eleni Sikelianos, née le 31 mai 1965, est une poétesse américaine d'origine grecque.

## Biographie
Son  arrière-grand-père, Angelos Sikelianos est poète, nommé cinq fois pour le prix Nobel. Son arrière-grand-mère Eva Palmer-Sikelianos est metteuse en scène. 
Née en Californie, Eleni Sikelianos obtient un Master of Fine Arts à l'université Naropa de Boulder.  Elle traduit les œuvres de Jacques Roubaud.

## Œuvre littéraire
En 2012, elle publie un récit autobiographique Le Livre de Jon qui retrace la vie de son père héroïnomane et sans domicile fixe à la fin de sa vie. Avec Animale Machine, elle évoque l'histoire de sa grand-mère Melena.